# Brilbreedbektiran
De brilbreedbektiran (Rhynchocyclus brevirostris) is een vogelsoort uit de familie Tyrannidae.

## Verspreiding en leefgebied
De soort komt voor van Mexico tot Colombia. Zijn natuurlijke habitat zijn de subtropische en tropische laaglandwouden en tropische gebergten. Er zijn drie ondersoorten:
- R. b. brevirostris: van zuidelijk Mexico tot westelijk Panama.
- R. b. pallidus: zuidwestelijk Mexico.
- R. b. hellmayri: van Panama tot noordwestelijk Colombia.

## Status
De grootte van de populatie is in 2019 geschat op 50.000-500.000 volwassen vogels. Op de Rode lijst van de IUCN heeft deze soort de status niet bedreigd.